# Primeiro-ministro da Lituânia
O Primeiro-ministro da Lituânia (em lituano:  Ministras Pirmininkas) é o chefe de governo da República da Lituânia.
O atual primeiro-ministro interino da Lituânia é Rimantas Šadžius. 

## Primeiros-ministros da Lituânia
| #  | Primeiro-ministro                  | Primeiro-ministro | Mandato                 | Mandato                | Ref.  |
| -- | ---------------------------------- | ----------------- | ----------------------- | ---------------------- | ----- |
| 1  | Augustinas Voldemaras (1º mandato) |                   | 11 de novembro de 1918  | 26 de dezembro de 1918 | [ 1 ] |
| 2  | Mykolas Sleževičius (1º mandato)   |                   | 26 de dezembro de 1918  | 5 de março de 1919     | [ 1 ] |
| 3  | Pranas Dovydaitis                  |                   | 13 de março de 1919     | 12 de abril de 1919    | [ 1 ] |
| 4  | Mykolas Sleževičius (2º mandato)   |                   | 12 de abril de 1919     | 2 de outubro de 1919   | [ 1 ] |
| 5  | Ernestas Galvanauskas (1º mandato) |                   | 7 de outubro de 1919    | 15 de junho de 1920    | [ 1 ] |
| 6  | Kazys Grinius                      |                   | 19 de junho de 1920     | 18 de janeiro de 1922  | [ 1 ] |
| 7  | Ernestas Galvanauskas (2º mandato) |                   | 2 de fevereiro de 1922  | 17 de junho de 1924    | [ 1 ] |
| 8  | Antanas Tumėnas                    |                   | 18 de junho de 1924     | 27 de janeiro de 1925  | [ 1 ] |
| 9  | Vytautas Petrulis                  |                   | 4 de fevereiro de 1925  | 19 de setembro de 1925 | [ 1 ] |
| 10 | Leonas Bistras                     |                   | 25 de setembro de 1925  | 31 de maio de 1926     | [ 1 ] |
| 11 | Mykolas Sleževičius (3º mandato)   |                   | 15 de junho de 1926     | 17 de dezembro de 1926 | [ 1 ] |
| 12 | Augustinas Voldemaras (2º mandato) |                   | 17 de dezembro de 1926  | 19 de setembro de 1929 | [ 1 ] |
| 13 | Juozas Tūbelis                     |                   | 23 de setembro de 1929  | 24 de março de 1938    | [ 1 ] |
| 14 | Vladas Mironas                     |                   | 24 de março de 1938     | 28 de março de 1939    | [ 1 ] |
| 15 | Jonas Černius                      |                   | 28 de março de 1939     | 21 de novembro de 1939 | [ 1 ] |
| 16 | Antanas Merkys                     |                   | 21 de novembro de 1939  | 15 de junho de 1940    | [ 1 ] |
| 17 | Kazimira Prunskienė                |                   | 17 de março de 1990     | 10 de janeiro de 1991  | [ 2 ] |
| 18 | Albertas Šimėnas                   |                   | 10 de janeiro de 1991   | 13 de janeiro de 1991  | [ 2 ] |
| 19 | Gediminas Vagnorius (1º mandato)   |                   | 13 de janeiro de 1991   | 21 de julho de 1992    | [ 2 ] |
| 20 | Aleksandras Abišala                |                   | 21 de julho de 1992     | 26 de novembro de 1992 | [ 2 ] |
| 21 | Bronislovas Lubys                  |                   | 12 de dezembro de 1992  | 10 de março de 1993    | [ 2 ] |
| 22 | Adolfas Šleževičius                |                   | 10 de março de 1993     | 8 de fevereiro de 1996 | [ 2 ] |
| 23 | Laurynas Stankevičius              |                   | 23 de fevereiro de 1996 | 19 de novembro de 1996 | [ 2 ] |
| 24 | Gediminas Vagnorius (2º mandato)   |                   | 4 de dezembro de 1996   | 3 de maio de 1999      | [ 2 ] |
| 25 | Rolandas Paksas (1º mandato)       |                   | 1 de junho de 1999      | 27 de outubro de 1999  | [ 2 ] |
| 26 | Andrius Kubilius                   |                   | 3 de novembro de 1999   | 27 de outubro de 2000  | [ 2 ] |
| 27 | Rolandas Paksas (2º mandato)       |                   | 27 de outubro de 2000   | 20 de junho de 2001    | [ 2 ] |
| 28 | Algirdas Brazauskas                |                   | 4 de julho de 2001      | 1 de junho de 2006     | [ 2 ] |
| 29 | Gediminas Kirkilas                 |                   | 6 de julho de 2006      | 17 de novembro de 2008 | [ 2 ] |
| 30 | Andrius Kubilius                   |                   | 28 de novembro de 2008  | 26 de novembro de 2012 | [ 2 ] |
| 31 | Algirdas Butkevičius               |                   | 26 de novembro de 2012  | 14 de novembro de 2016 | [ 2 ] |
| 32 | Saulius Skvernelis                 |                   | 22 de novembro de 2016  | 13 de novembro de 2020 | [ 2 ] |
| 33 | Ingrida Šimonytė                   |                   | 25 de novembro de 2020  | 12 de dezembro de 2024 |       |
| 34 | Gintautas Paluckas                 |                   | 12 de dezembro de 2024  | 4 de agosto de 2025    |       |
| -  | Rimantas Šadžius                   |                   | 4 de agosto de 2025     | presente               |       |

## Primeiros-ministros daRepública Socialista Soviética da Lituânia(1940 – 1990)
Durante o período em que a Lituânia esteve anexada à União Soviética sob o nome de República Socialista Soviética da Lituânia, o cargo de primeiro-ministro foi rotulado como Presidentes do Conselho de Ministros da RSS da Lituânia. Neste período, cinco pessoas ocuparam o cargo.
| # | Chefe do governo     | Mandato                | Mandato                |
| - | -------------------- | ---------------------- | ---------------------- |
| 1 | Mečislovas Gedvilas  | 25 de agosto de 1940   | 16 de janeiro de 1956  |
| 2 | Motiejus Šumauskas   | 16 de janeiro de 1956  | 14 de abril de 1967    |
| 3 | Juozas Maniušis      | 14 de abril de 1967    | 16 de janeiro de 1981  |
| 4 | Ringaudas Songaila   | 16 de janeiro de 1981  | 18 de novembro de 1985 |
| 5 | Vytautas Sakalauskas | 18 de novembro de 1985 | 17 de março de 1990    |